# Landsnoravägen

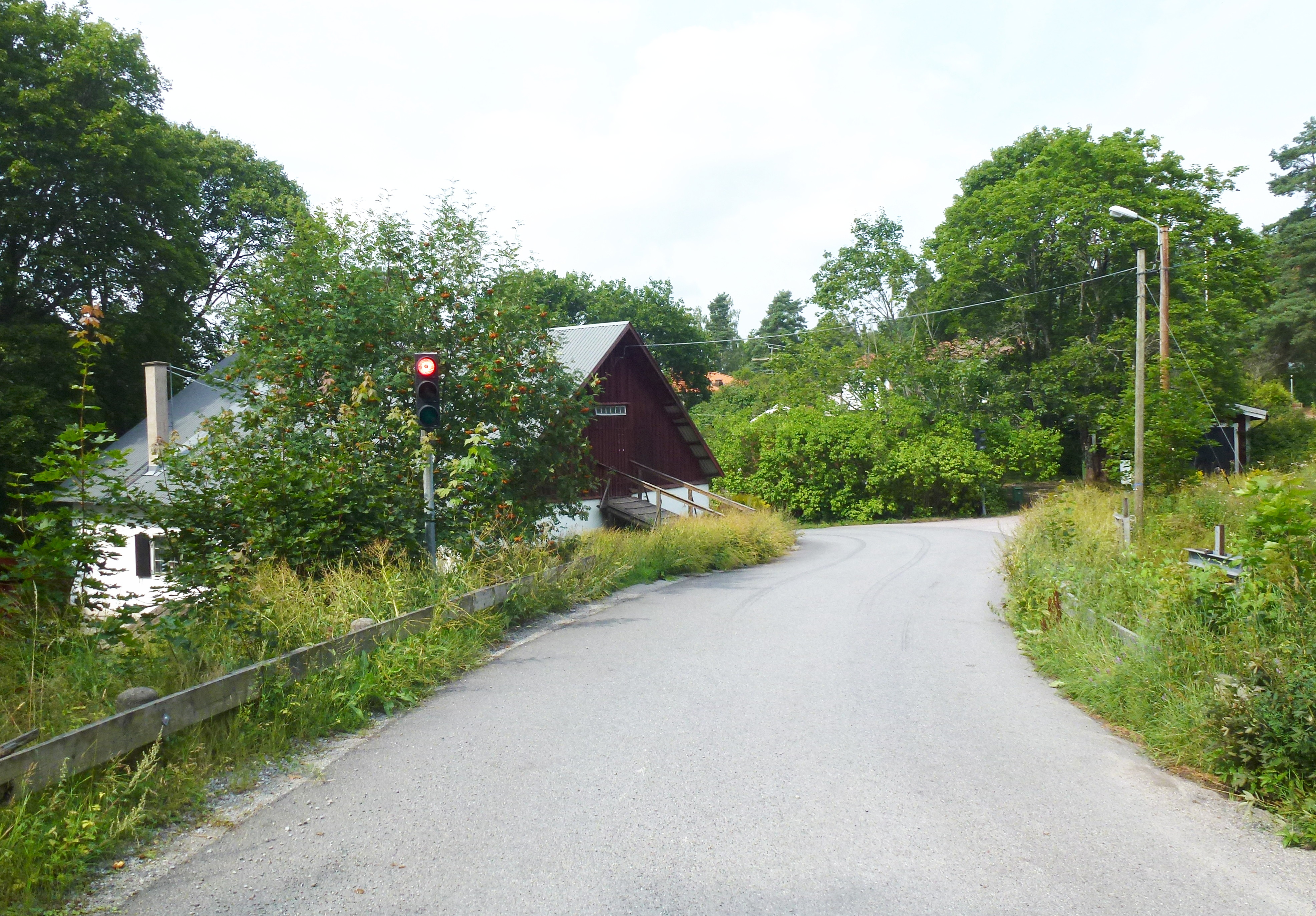
Landsnoravägen vid Landsnora kvarn.

Landsnoravägen är en cirka tre kilometer lång väg i Sollentuna kommun.  Vägen sträcker sig från Sollentunavägen i väst, längs östra sidan av Edsviken och till Danderydsvägen i öst. Längs vägen finns bland annat Edsbergs slott, Edsvik konsthall samt Landsnora kvarn, som är Sollentunas äldsta profana byggnad.

## Beskrivning och byggnader längs vägen

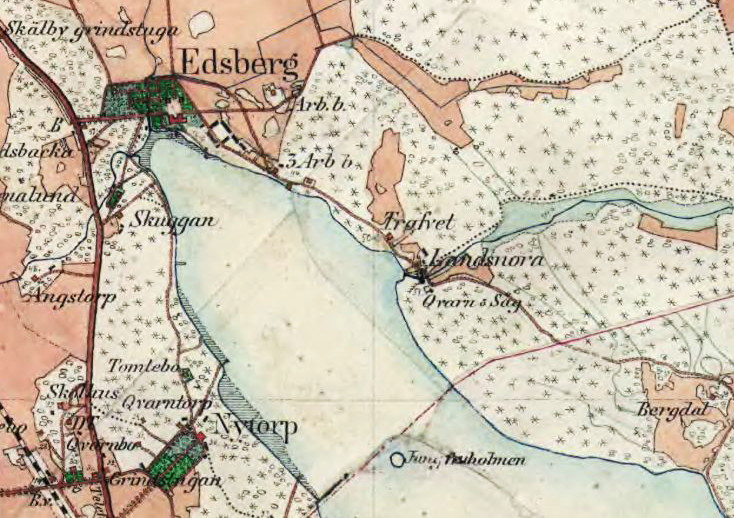
Landsnoravägen mellan Edsberg och Bergdal på häradskartan från 1901.

Landsnoravägen är en gammal landsväg vid norra Edsviken. Stora delar av vägen hörde ursprungligen till Edsbergs ägor och flera av godsets byggnader återfinns än idag längs vägen. ”Landsnora” var från början namnet på kvarn och såg med boställe vid Landsnoraån som låg under Edsbergs slott.
Vägen börjar i norr vid Sollentunavägen, i höjd med Edsbacka Wärdshus, som grundades 1626.  Godsets huvudbyggnad, som idag kallas Edsbergs slott (uppfört 1760), återfinns vid Landsnoravägen 10. Edsbacka slott var familjen Rudbecks residens i mer än 200 år. Sydöst om slottet ligger godsets gamla stallbacken med Edsvik konsthall och MC Collection museum (båda Landsnoravägen 42). 
Följer man Landsnoravägen längre söderut passerar man några av godsets gamla torp: "Koberg" och "Sjöstugan" (Landsnoravägen 51 respektive 56). Vid Landsnora kvarn och såg (Landsnoravägen 80 respektive 82) gör Landsnoravägen en kraftig sväng och går mellan kvarnbyggnaden och mjölnarstugan. Passagen är smal och reglerad med trafikljus. Söder därom sträcker sig Landsnoravägen genom ett nyare villaområde. Tidigare fanns här ett vidsträckt kulturlandskap med ängsmarker, betesmarker och åkrar.
Därefter går vägen förbi ”Snickartorpet Bergdal”, som är känt sedan 1650 och ursprungligen hörde till Kummelby gård som i sin tur låg under   Edsbergs slott. Numera tillhör Snickartorpet Bergendal Meetings, en hotell- och konferensanläggning (Landsnoravägen 110). Huvudbyggnaden, Bergendals herrgård, uppfördes på 1910-talet på initiativ av "tändstickskungen" och godsägare Ragnar Liljenroth. Söder om Bergendahl sträcker sig Landsnoravägen genom ett lummigt skogsparti och slutar vid Danderydsvägen.

## Bilder, byggnader längs Landsnoravägen

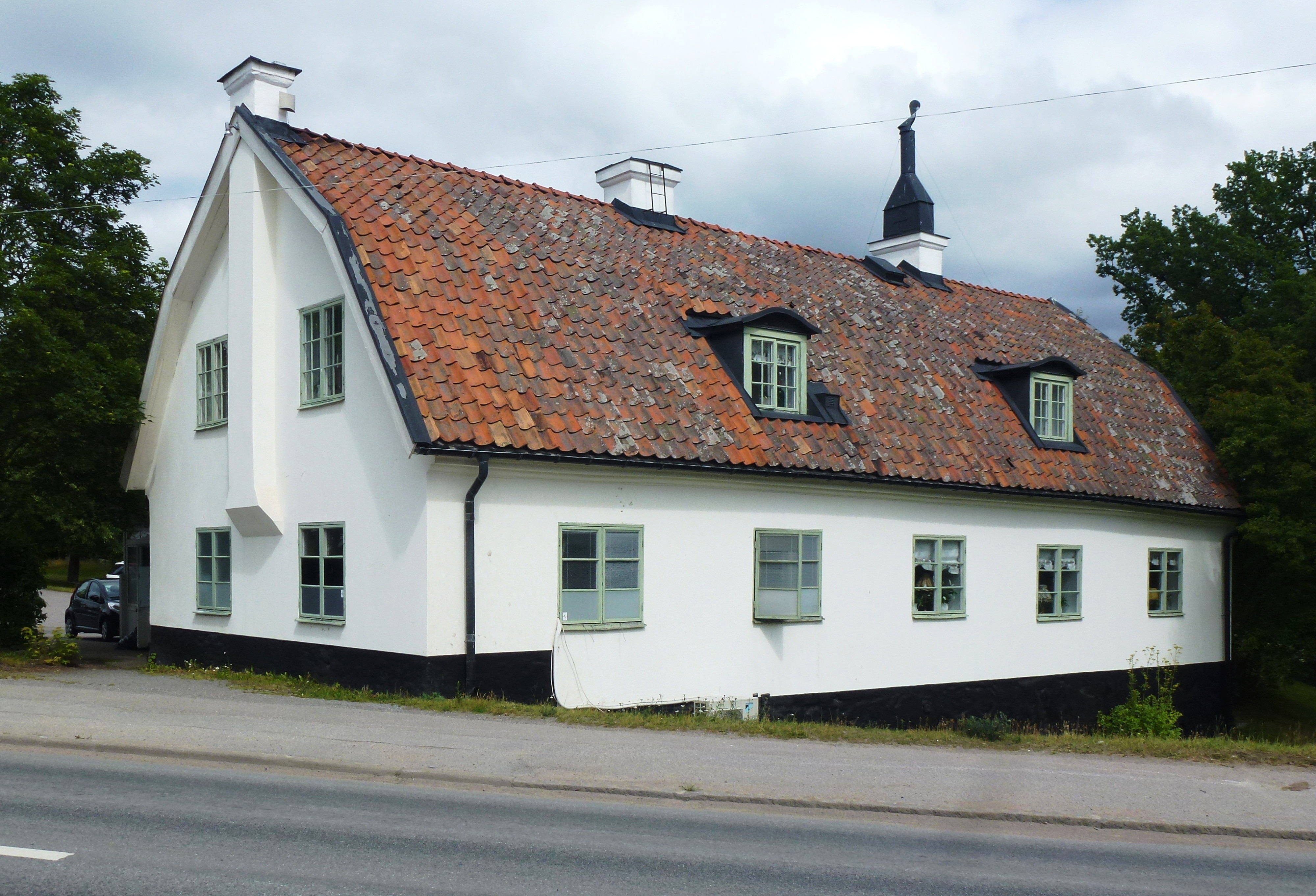
Edsbacka Wärdshus
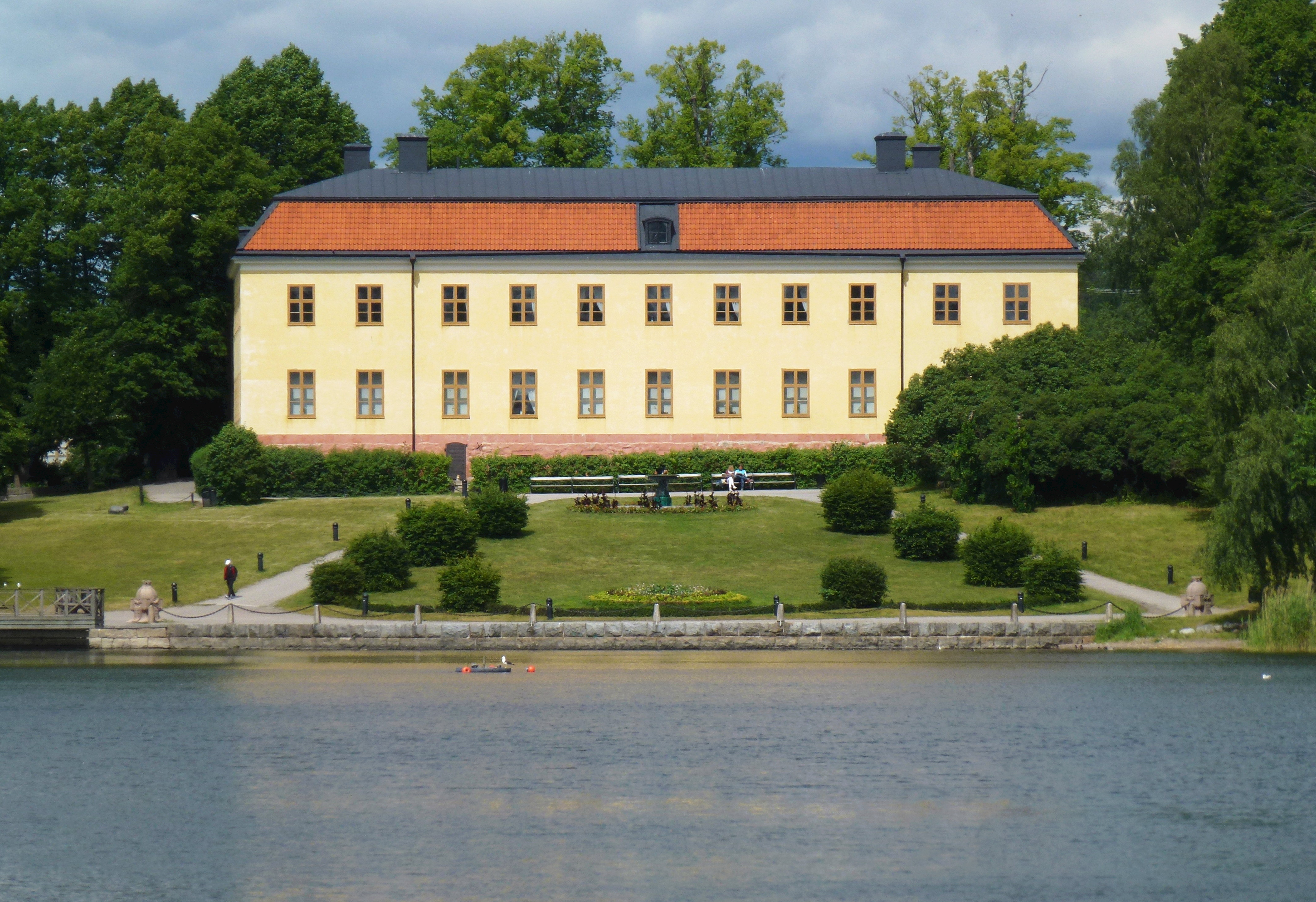
Edsbergs slott
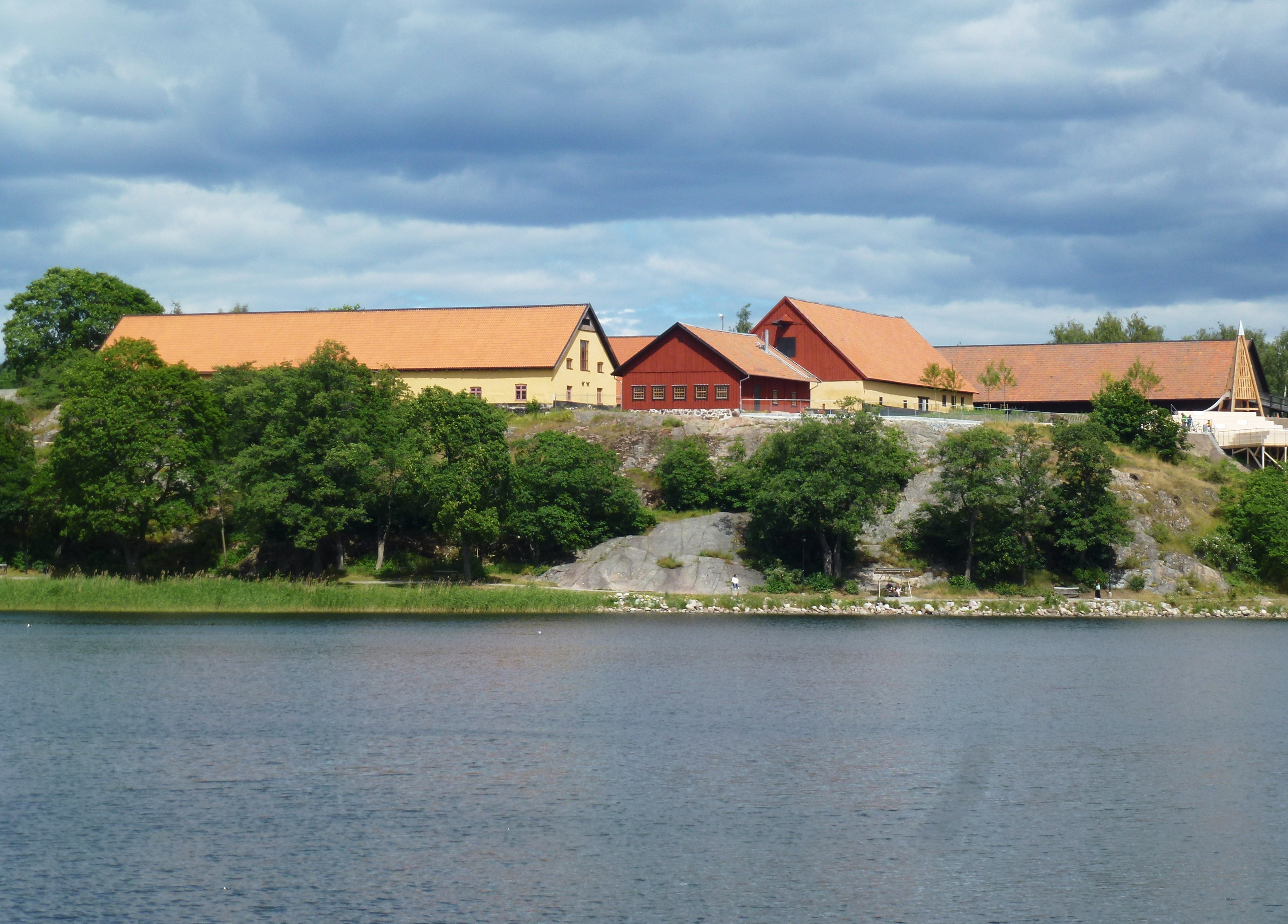
"Stallbacken"
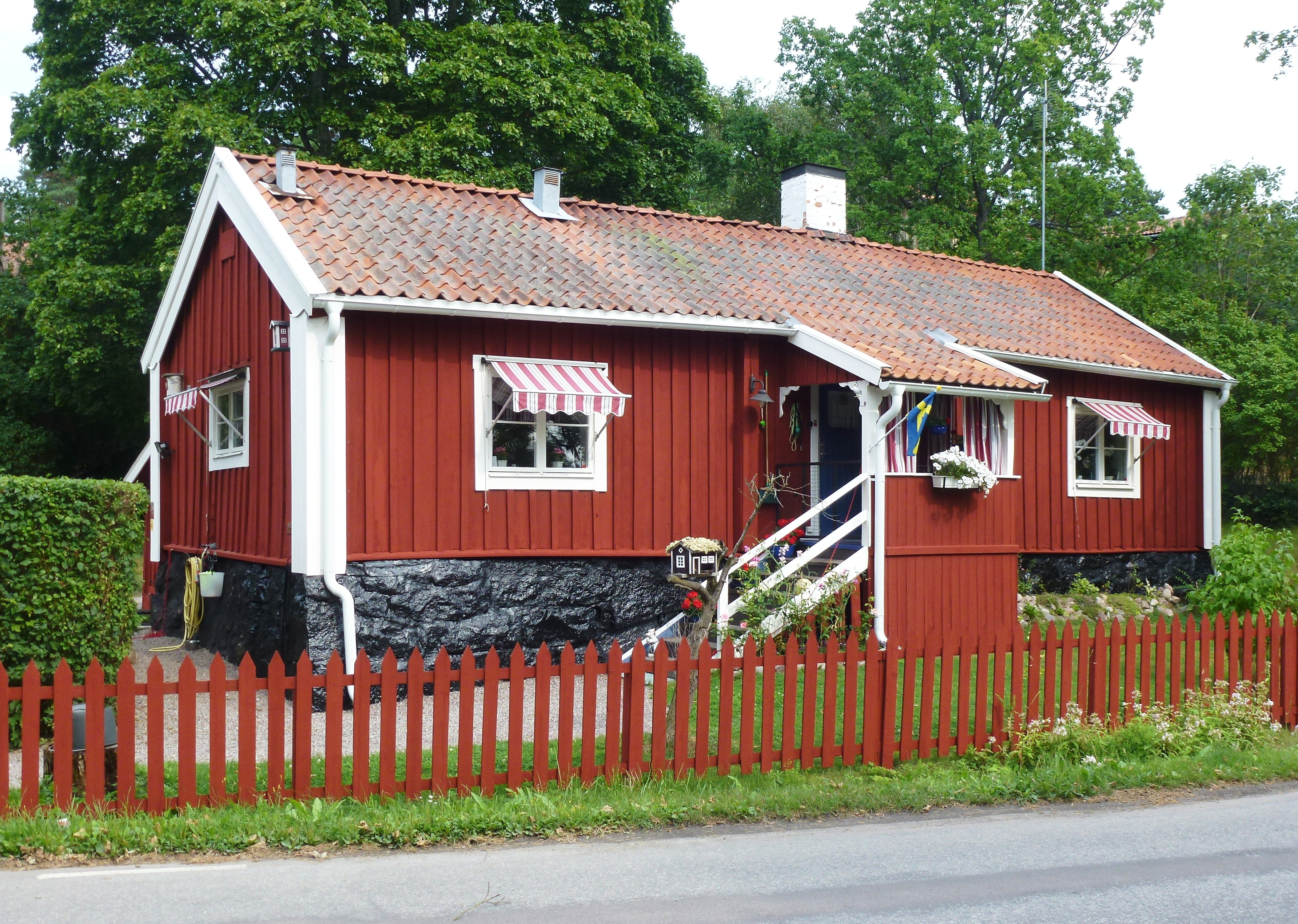
Torpet "Koberg"
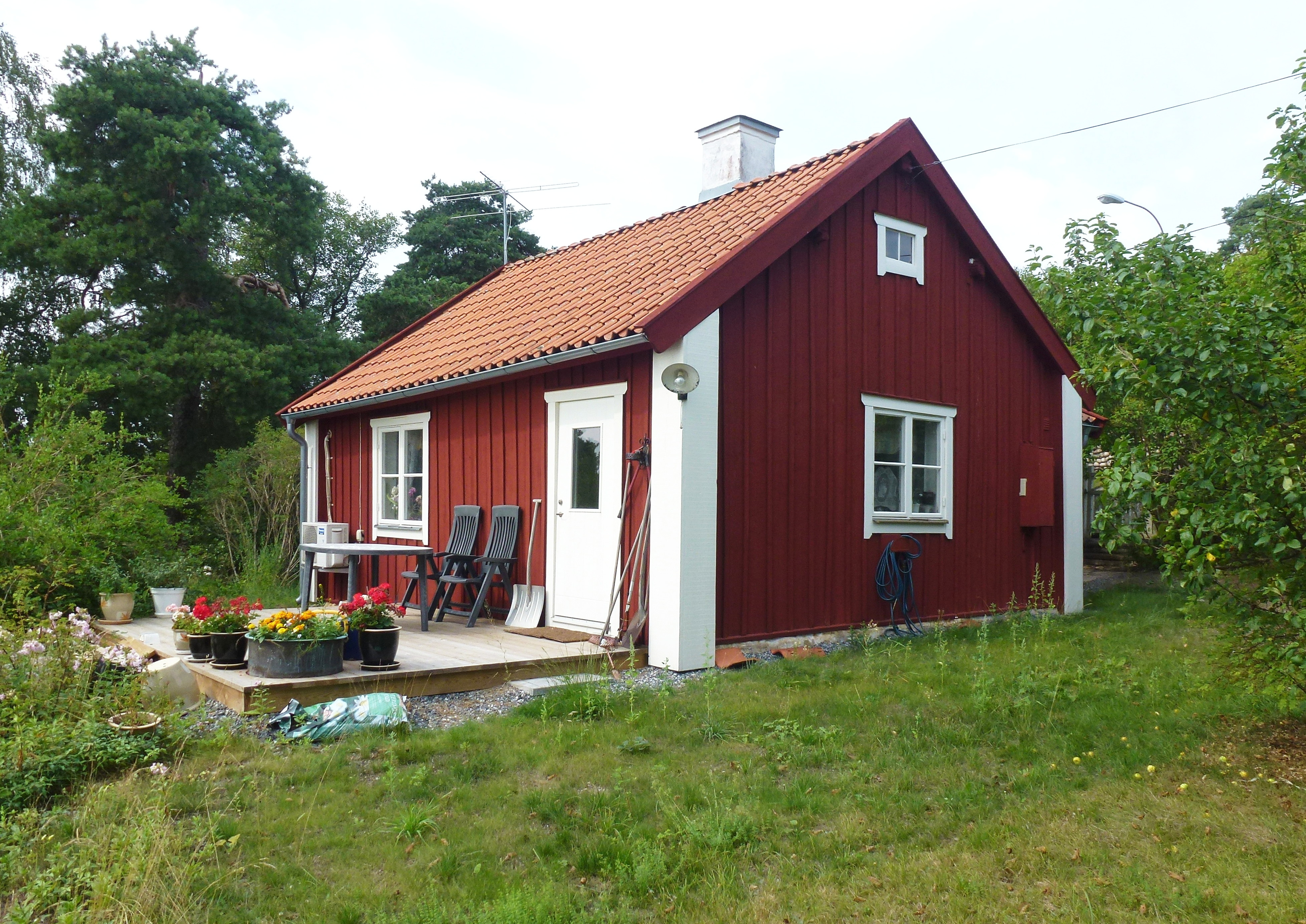
Torpet "Sjöstugan"
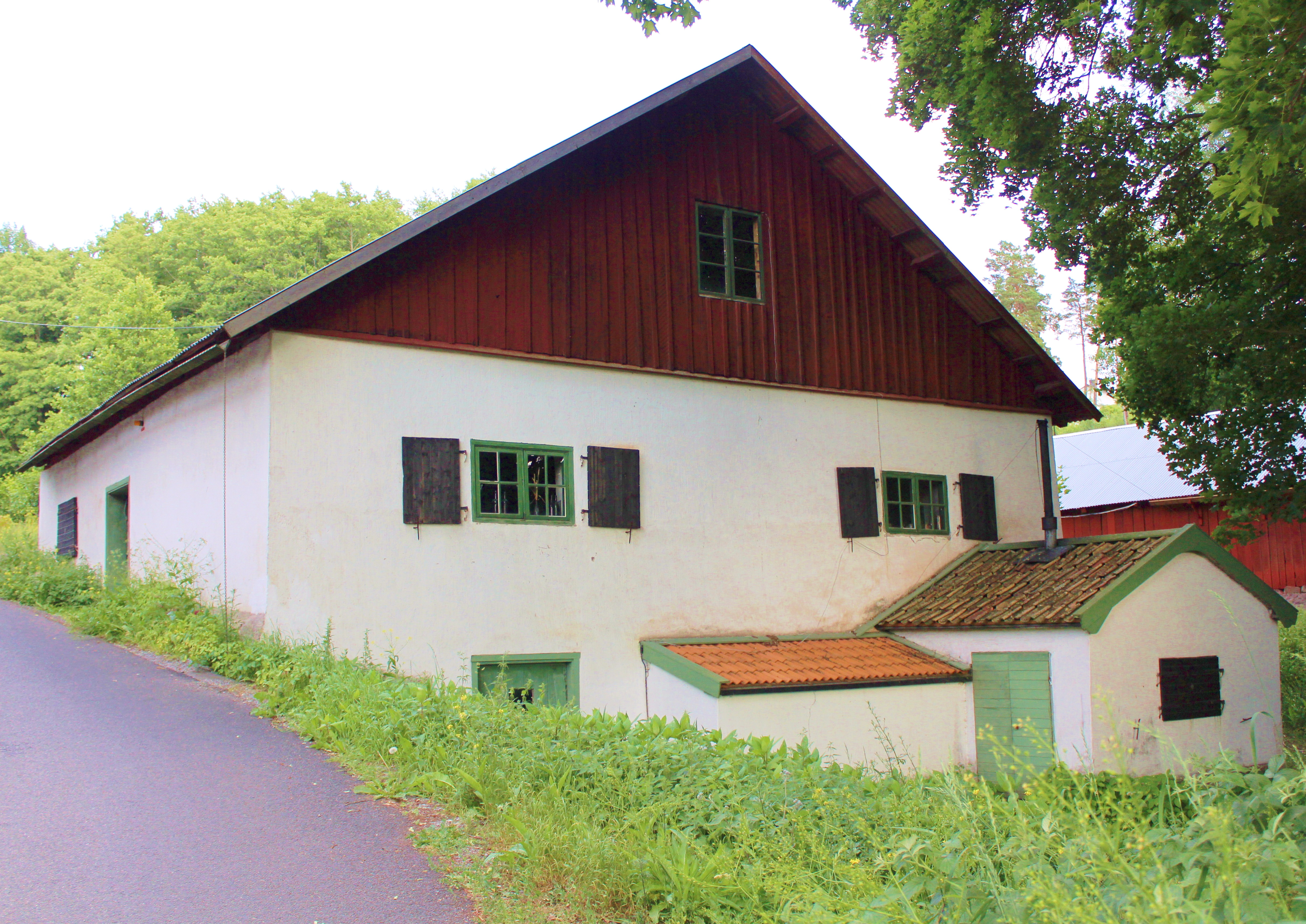
Landsnora kvarn
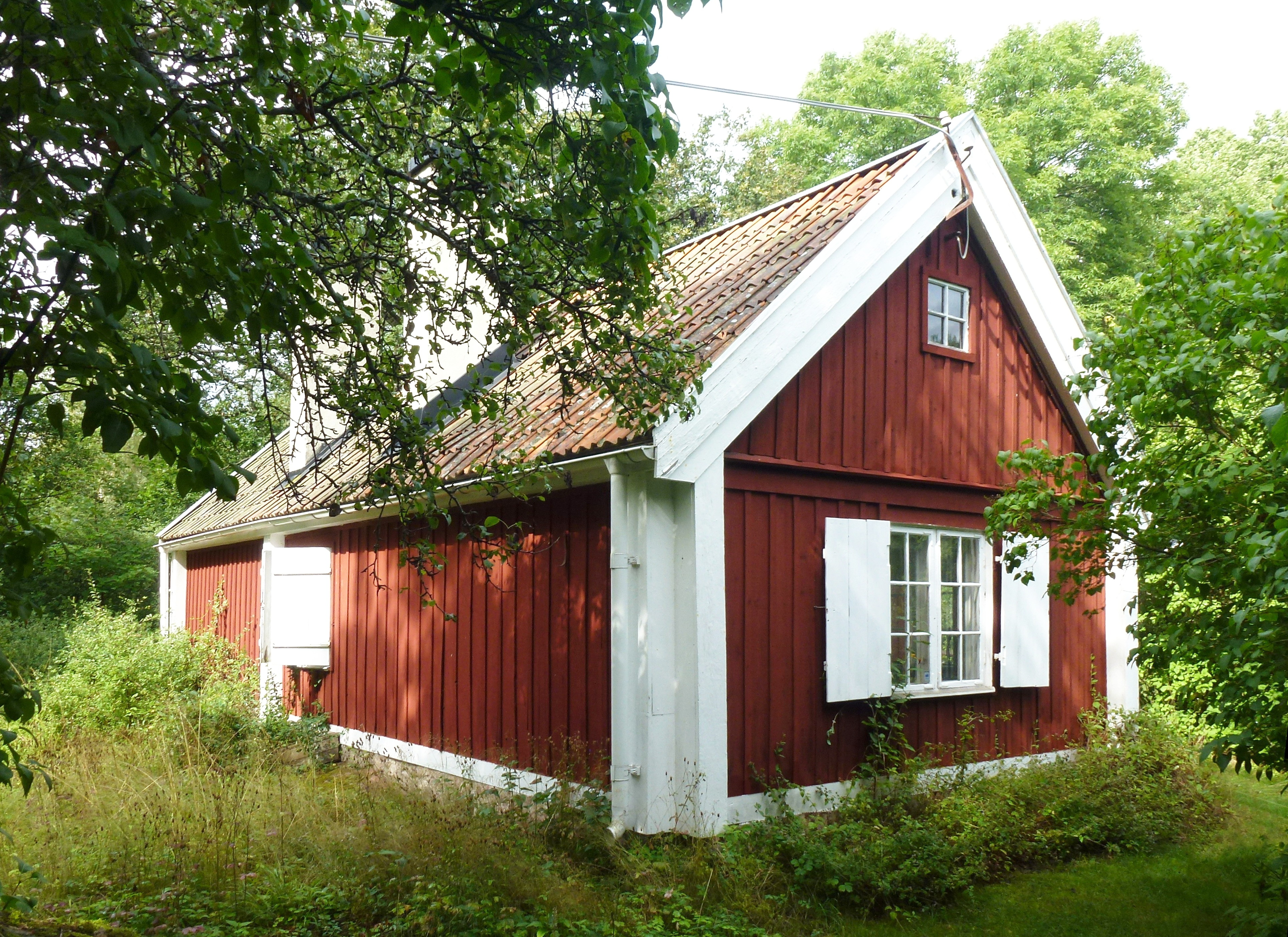
"Snickartorpet"
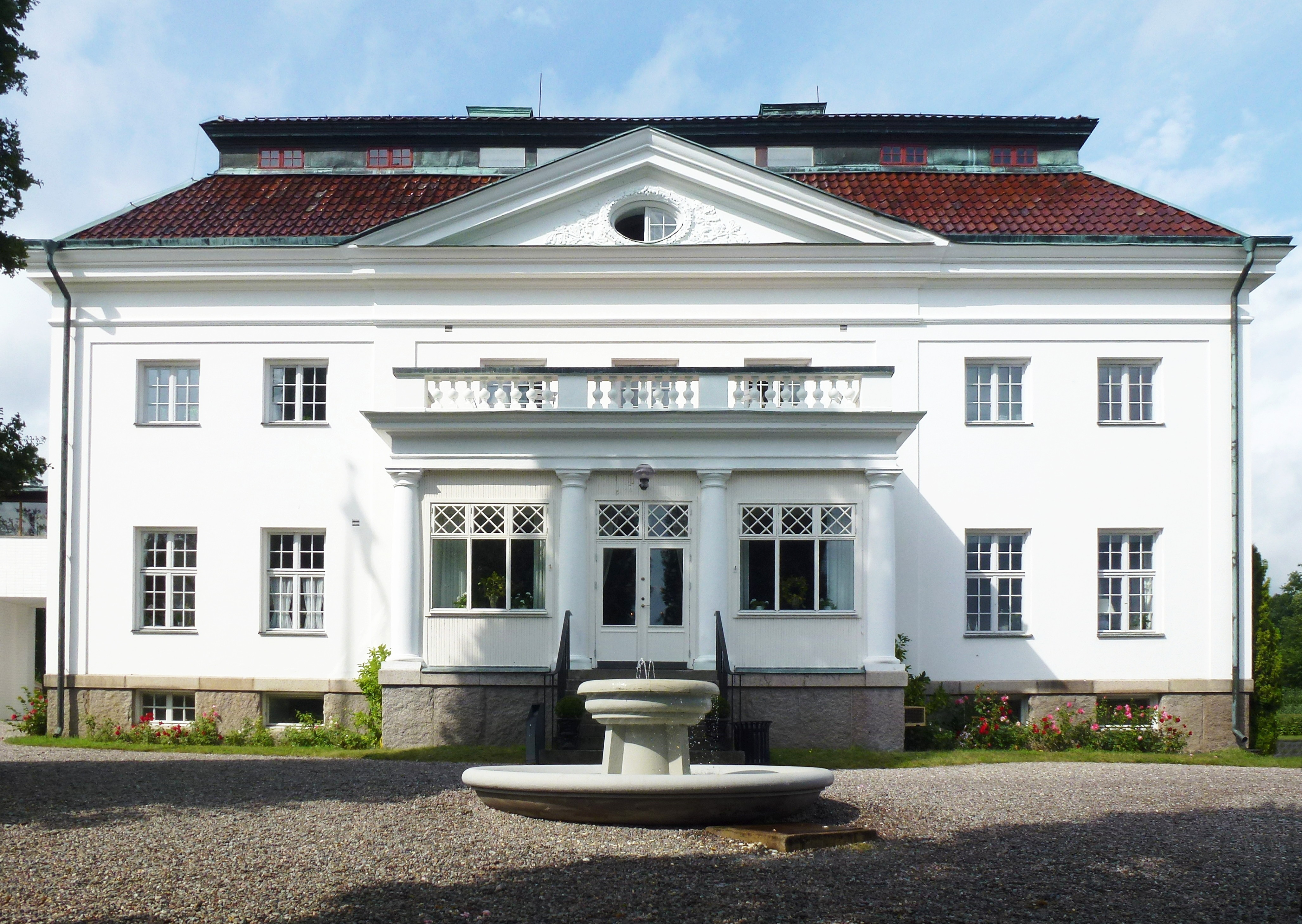
Bergendals herrgård